# 葉卡布皮爾斯市鎮
葉卡布皮爾斯市鎮是拉脫維亞的市镇，位於該國西部，行政中心为葉卡布皮爾斯。市镇面積为2,996.1平方公里，人口数量为46,703人（2018年）。

## 历史
葉卡布皮爾斯市鎮设立于2009年。2021年7月1日，葉卡布皮爾斯、葉卡布皮爾斯市鎮、阿克尼斯泰市鎮、克魯斯特皮爾斯市鎮、薩拉市鎮、維耶西泰市鎮合并成新的葉卡布皮爾斯市鎮。合并后的葉卡布皮爾斯市鎮与2009年之前的葉卡布皮爾斯區范围一致。